# Juan Pablo II y el judaísmo
El papa Juan Pablo II trabajó para mejorar las relaciones entre la Iglesia católica romana y el judaísmo. Estableció vínculos sólidos con la comunidad judía con la esperanza de promover la reconciliación entre cristianos y judíos.
En una entrevista con la Agencia de Prensa Polaca, Michael Schudrich, gran rabino de Polonia, afirmó que nunca en la historia nadie había hecho tanto por el diálogo cristiano-judío como Juan Pablo II, y añadió que muchos judíos sentían más respeto por el difunto papa que por algunos rabinos. Schudrich elogió a Juan Pablo II por condenar el antisemitismo como un pecado, algo que ningún papa anterior había hecho.
Sobre la beatificación de Juan Pablo II, el Gran Rabino de Roma, Riccardo Di Segni, dijo en una entrevista con el periódico vaticano L'Osservatore Romano que «Juan Pablo II fue revolucionario porque derribó un muro milenario de desconfianza católica hacia el mundo judío». Por su parte, Elio Toaff, antiguo Gran Rabino de Roma, afirmó que:
El recuerdo del papa Karol Wojtyła permanecerá vivo en la memoria colectiva judía por sus llamamientos a la fraternidad y al espíritu de tolerancia, que excluye toda violencia. En la tormentosa historia de las relaciones entre los papas romanos y los judíos en el gueto en el que estuvieron encerrados durante más de tres siglos en circunstancias humillantes, Juan Pablo II es una figura brillante por su singularidad. En las relaciones entre nuestras dos grandes religiones en el nuevo siglo, manchado por guerras sangrientas y la plaga del racismo, el legado de Juan Pablo II sigue siendo uno de los pocos oasis espirituales que garantizan la supervivencia y el progreso humano.

## Experiencia juvenil
De niño, Karol Wojtyła practicaba deportes con sus numerosos vecinos judíos. Fue uno de los pocos papas que creció en un clima de floreciente cultura judía, uno de los componentes clave de la Cracovia de antes de la guerra, y su interés por la vida judía se remontaba a su temprana juventud. Escribió y pronunció varios discursos sobre la relación de la Iglesia con los judíos y a menudo rindió homenaje a las víctimas del Holocausto en muchos países.
En 1998 publicó Nosotros recordamos: Reflexión sobre la Shoah, donde expuso su pensamiento sobre el Holocausto.

## Visita a la sinagoga
También se convirtió en el primer papa conocido en realizar una visita papal oficial a una sinagoga, cuando visitó la Gran Sinagoga de Roma el 13 de abril de 1986.
El Papa ha dicho que los judíos son «nuestros hermanos mayores» (véase Teología de las dos alianzas).

## Auschwitz
En 1979 se convirtió en el primer papa en visitar el antiguo campo de concentración de Auschwitz en la Polonia ocupada. El 13 de abril de 1986, el papa Juan Pablo II visitó la Gran Sinagoga de Roma. Esta visita fue la primera visita conocida de un papa a una sinagoga. También visitó el memorial del Holocausto Yad Vashem en Israel en marzo de 2000 y tocó el santuario más sagrado que queda del pueblo judío, el Muro Occidental en Jerusalén. Colocó en el Muro Occidental una plegaria que decía:
Dios de nuestros padres, tú elegiste a Abraham y a sus descendientes para llevar tu nombre a las naciones. Estamos profundamente entristecidos por el comportamiento de aquellos que, a lo largo de la historia, han causado sufrimiento a estos hijos tuyos.

## Discurso en Maguncia
El 17 de noviembre de 1980, Juan Pablo II pronunció un discurso en Maguncia ante las comunidades judías de Alemania en el que expuso su visión de las relaciones católico-judías. Durante el discurso, Juan Pablo II citó las Directrices para la aplicación de la Declaración del Concilio Vaticano II «Nostra Aetate», afirmando que los católicos «se esforzarán por comprender mejor todo lo que en el Antiguo Testamento conserva un valor propio y perpetuo..., ya que este valor no ha sido anulado por la interpretación posterior del Nuevo Testamento, que, por el contrario, ha dado al Antiguo su significado más completo, de modo que el Nuevo recibe del Antiguo luz y explicación».

## Relaciones con Israel
En 1994, Juan Pablo II estableció relaciones diplomáticas formales entre la Santa Sede y el Estado de Israel, reconociendo su importancia central en la vida y la fe judías. En honor a este acontecimiento, el papa Juan Pablo II organizó El Concierto Papal en Conmemoración del Holocausto. Este concierto, concebido y dirigido por el maestro estadounidense Gilbert Levine, contó con la presencia del Gran Rabino de Roma, el Presidente de Italia y supervivientes del Holocausto de todo el mundo.
El Papa desempeñó un papel importante en las negociaciones de paz de la década de 1990 con la esperanza de encontrar una solución diplomática entre israelíes y palestinos. Sin embargo, el acuerdo fundamental de 1993 no se aplicó durante su papado debido a problemas persistentes relacionados con cuestiones fiscales.
Relaciones entre Israel y la Santa Sede

## Concierto papal
El 7 de abril de 1994, presentó el «Concierto papal en conmemoración del Holocausto». Fue el primer evento celebrado en el Vaticano dedicado a la memoria de los seis millones de judíos asesinados en la Segunda Guerra Mundial. Este concierto, concebido y dirigido por el director estadounidense Gilbert Levine, contó con la presencia del Gran Rabino de Roma Elio Toaff, el presidente de Italia Oscar Luigi Scalfaro y supervivientes del Holocausto de todo el mundo. La Royal Philharmonic Orchestra, el actor Richard Dreyfuss y el violonchelista Lynn Harrell actuaron en esta ocasión bajo la dirección de Levine. En la mañana del concierto, el papa recibió a los miembros de la comunidad de supervivientes que asistieron a una audiencia especial en el Palacio Apostólico.

## La cuestión del convento de las monjas carmelitas en Auschwitz
Los esfuerzos por la reconciliación dieron un paso atrás cuando la Conferencia Episcopal Polaca apoyó a las monjas carmelitas en su intento de establecer un convento en el antiguo campo de exterminio nazi de Auschwitz, un lugar muy sensible para la memoria de las víctimas del Holocausto. La ubicación propuesta para este convento provocó la hostilidad de algunos sectores de la comunidad judía, que se oponían a la idea de construir una institución católica en el lugar donde se llevó a cabo el genocidio masivo de los judíos. Los grupos judíos consideraban que era inapropiado y algunos de ellos organizaron protestas pacíficas. Las monjas del convento acusaron al Rabino Avi Weiss, de Riverdale (Nueva York), de intentar agredirlas.
El Vaticano no apoyó este convento, pero señaló que, desde el Concilio Vaticano II, cada conferencia episcopal nacional tenía autonomía local. El rabino León Klenicki, miembro fundador del «Foro Teológico Interreligioso» del Centro Juan Pablo II de Washington D. C., dijo:

Desde el Concilio Vaticano II, cada conferencia episcopal nacional tiene libertad para tratar los asuntos locales. Una vez que las monjas ocuparon ese lugar, quedó bajo la jurisdicción de la conferencia episcopal nacional polaca, no del Vaticano. El Papa no podía decir nada. El Papa intervino cuando la conferencia episcopal no fue lo suficientemente fuerte como para detener al convento. Cuando se dio cuenta de que no se estaba haciendo nada, emitió una orden para que las monjas se trasladaran. (Lipman, 2005)

## Pío IX y Pío XII
Algunos judíos también se mostraron molestos por la beatificación de Pío IX en 2000 debido a los recuerdos del caso Mortara. Las relaciones también se deterioraron tras los problemas surgidos en torno a Pío XII en Yad Vashem.

## Visita a Israel
En marzo de 2000, Juan Pablo II visitó Yad Vashem, (el memorial nacional israelí del Holocausto) en Israel y más tarde hizo historia al tocar un lugar muy sagrado para el judaísmo, el Muro Occidental en Jerusalén, colocando una carta en su interior (en la que pedía perdón por las acciones cometidas contra los judíos en el pasado). En parte de su discurso dijo: «Aseguro al pueblo judío que la Iglesia católica... está profundamente entristecida por el odio, los actos de persecución y las manifestaciones de antisemitismo dirigidos contra los judíos por los cristianos en cualquier momento y en cualquier lugar», y añadió que «no hay palabras lo suficientemente fuertes para deplorar la terrible tragedia del Holocausto». El ministro del gabinete israelí, el rabino Michael Melchior, que fue el anfitrión de la visita del Papa, dijo que estaba «muy conmovido» por el gesto del Papa.

Fue más allá de la historia, más allá de la memoria Rabino Michael Melchior (26 de marzo de 2000)

Estamos profundamente entristecidos por el comportamiento de aquellos que a lo largo de la historia han causado sufrimiento a estos hijos vuestros, y pidiendo vuestro perdón queremos comprometernos a una auténtica fraternidad con el pueblo de la AlianzaPapa Juan Pablo II (12 de marzo de 2000) de una nota dejada por el Papa en el Muro Occidental de Jerusalén 

## Elogios intercomunitarios
En octubre de 2003, la Liga Antidifamación (ADL) emitió un comunicado felicitando al papa Juan Pablo II por cumplir 25 años de pontificado:
Su profundo compromiso con la reconciliación entre la Iglesia católica y el pueblo judío ha sido fundamental para su pontificado. Los judíos de todo el mundo están profundamente agradecidos al Papa. Ha defendido al pueblo judío en todo momento, como sacerdote en su Polonia natal y durante su pontificado... Rezamos para que goce de buena salud durante muchos años, que tenga mucho éxito en su santa labor y que las relaciones entre católicos y judíos sigan floreciendo.
Inmediatamente después de la muerte del papa, la ADL emitió una declaración en la que afirmaba que el papa Juan Pablo II había revolucionado las relaciones entre el catolicismo y el judaísmo, diciendo que «en sus 27 años de papado se produjeron más cambios positivos que en los casi 2000 años anteriores». En otra declaración emitida por el Consejo de Asuntos de Australia, Israel y Judíos, el director Dr. Colin Rubenstein dijo: «El Papa será recordado por su inspirador liderazgo espiritual en la causa de la libertad y la humanidad. Logró mucho más en términos de transformación de las relaciones con el pueblo judío y el Estado de Israel que cualquier otra figura en la historia de la Iglesia católica»“”

Por lo tanto, con el judaísmo tenemos una relación que no tenemos con ninguna otra religión. Sois nuestros hermanos muy queridos y, en cierto modo, se podría decir que sois nuestros hermanos mayores.
 Papa Juan Pablo II (13 de abril de 1986)